# Cabeça de guerreiro de Rubiás

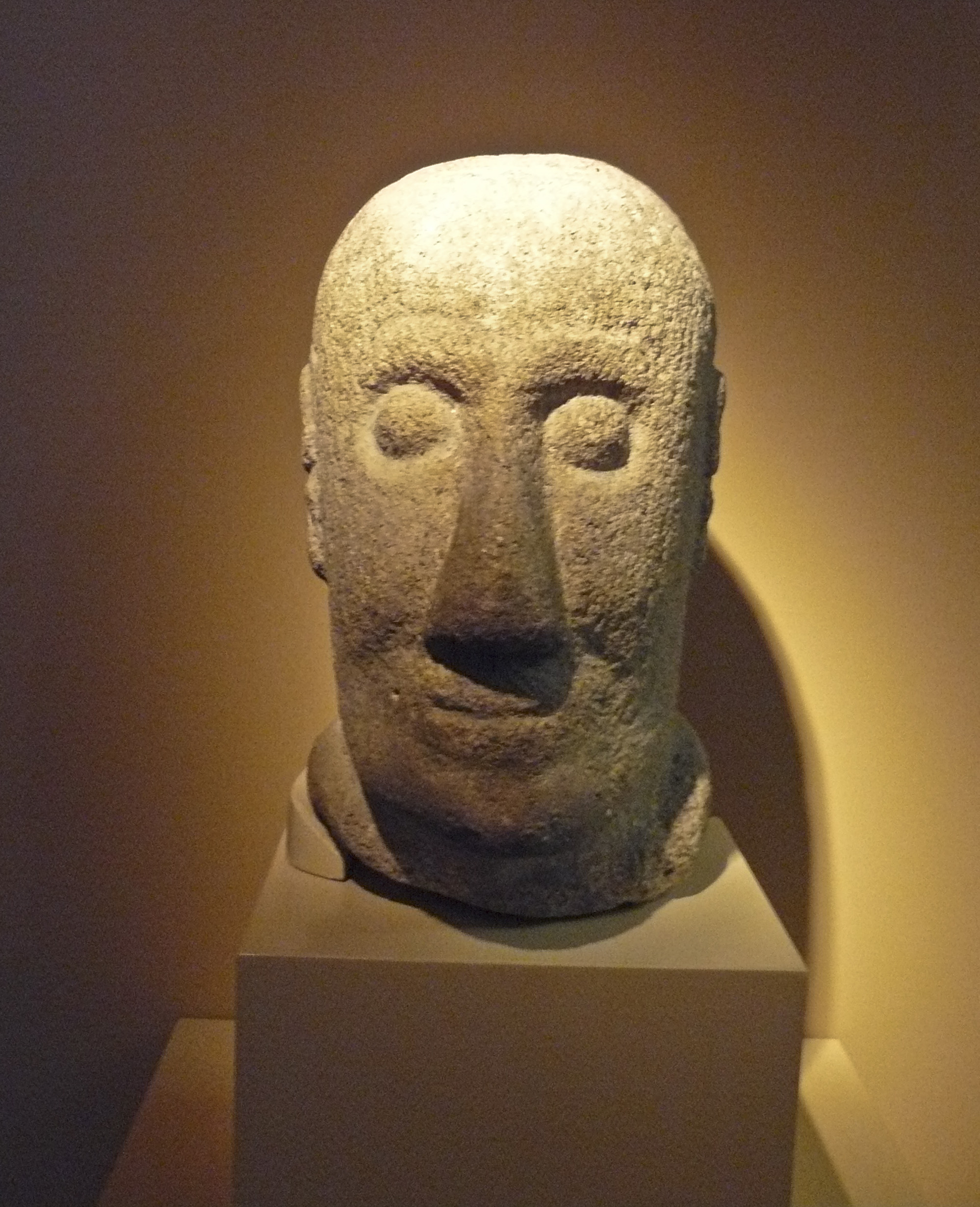
Vista frontal

A cabeça de guerreiro de Rubiás é uma escultura de uma cabeça masculina realizada em granito e datada no século I d.C. Trata-se de um dos exemplares mais representativos da escultura galaico-romana, no esplendor da cultura castreja. Em nossos dias conserva-se no Museo Arqueolóxico Provincial de Ourense.

## História

### Descoberta
Sua descoberta ocorreu no Castro de Rubiás situado junto ao rio Cadós, na paróquia de Santiago de Cadós do Ourense concelho de Bande.
A existência deste castro já era conhecida desde há muito tempo, mas não foi até a 24 de Outubro de 1935 que se deu ao manifesto sua importância arqueológica graças à visita de um grupo de membros da Comissão de Monumentos, entre eles López Cuevillas, Ramón Otero Pedrayo e Jesús Soria. Esta visita foi recolhida pouco depois por Domingo Fontenla no Boletim da Comissão. No seu relato destacou a qualidade dos achados materiais e entre eles: uma pequena águia de bronze, uma inscrição dedicada a Trajano, frisos, jambas e trísceles das cabanas e esta cabeça que foi encontrada coroando uma fonte da povoação, completamente descontextualizada.

### Estudo

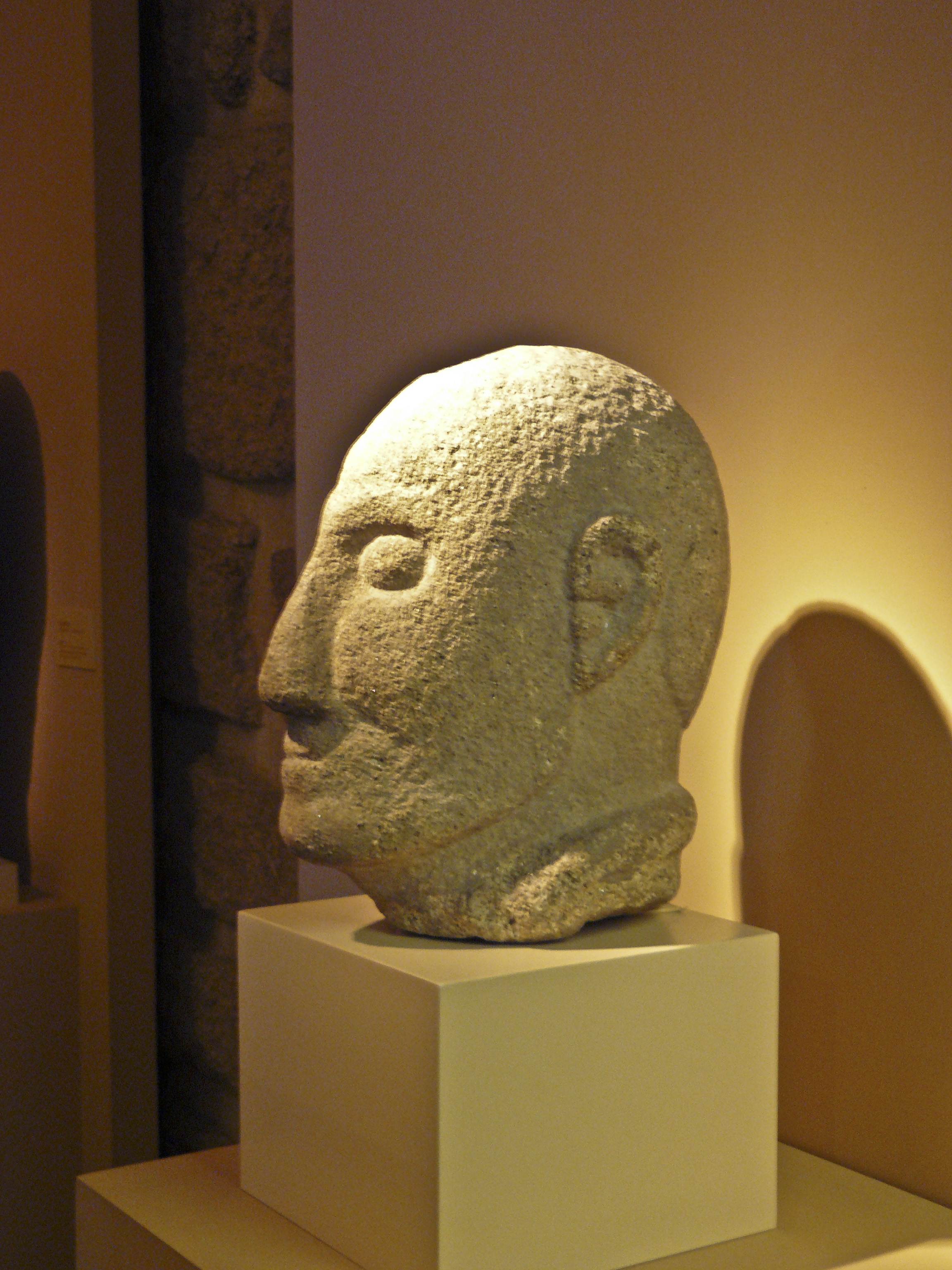
Lateral da cabeça

Tradicionalmente tem-se considerado que esta cabeça é parte da estátua de ADRONO VEROTI F., estátua já citada como existente no lugar da descoberta  em 1609 pelo celanovense Mauro Castellá Ferrer na sua obra Historia de Santiago Apostol onde faz a seguinte descrição:
| “ | … una figura de hombre de piedra, desnudos los brazos, con un saio largo hasta mas arriba cuatro dedos de la rodilla, ceñido con una cinta gravada, y desnudas las piernas, en las manos tiene una rodela o escudo redondo con una punta en medio. | ” |

Em 1733 Huerta y Vega recolheu esta referência nos seus Annales de Galicia e, um século mais tarde, fez eco disso Cea Bermudez no Sumário de Antiguidades Romanas.

## Descrição
Trata-se de uma peça muito bem executada. Um certo ar cadavérico faz semelhar que fosse elaborada a partir de uma máscara funerária.
As suas medidas são: 30 x 30 x 20 cm.
Olhos grandes e de forma amendoada e sem pupilas, o nariz proeminente e alongado. A boca de lábios muito pouco perfilados representa-se fechada e com um ríctus que transmite a ideia de uma melancólica ironia. O cabelo representa-se como um leve reborde detrás da cabeça na zona occipital. Alguns autores interpretam este reborde como a representação do casco.
Cabelo ou casco não cobrem as bem definidas orelhas. O colo decora-se com um torque do qual não se conserva a frente.